# Белошевац (Ваљево)
Белошевац је насељено место града Ваљева у Колубарском округу. Према попису из 2022. било је 936 становника .

## Демографија
У насељу Белошевац живи 675 пунолетних становника, а просечна старост становништва износи 39,2 година (39,0 код мушкараца и 39,4 код жена). У насељу има 268 домаћинстава, а просечан број чланова по домаћинству је 3,17.
Ово насеље је великим делом насељено Србима (према попису из 2002. године), а у последња три пописа, примећен је пораст у броју становника.
|  |

| Демографија | Демографија | Демографија |
| Година      | Становника  | Становника  |
| ----------- | ----------- | ----------- |
| 1948.       | 644         |             |
| 1953.       | 646         |             |
| 1961.       | 618         |             |
| 1971.       | 636         |             |
| 1981.       | 677         |             |
| 1991.       | 735         | 731         |
| 2002.       | 849         | 861         |

| Етнички састав према попису из 2002.‍ | Етнички састав према попису из 2002.‍ | Етнички састав према попису из 2002.‍ | Етнички састав према попису из 2002.‍ | Етнички састав према попису из 2002.‍ |
| ------------------------------------ | ------------------------------------ | ------------------------------------ | ------------------------------------ | ------------------------------------ |
|                                      |                                      |                                      |                                      |                                      |
| Срби                                 | Срби                                 |                                      | 836                                  | 98,46%                               |
| Црногорци                            | Црногорци                            |                                      | 3                                    | 0,35%                                |
| Југословени                          | Југословени                          |                                      | 2                                    | 0,23%                                |
| Хрвати                               | Хрвати                               |                                      | 1                                    | 0,11%                                |
| непознато                            | непознато                            |                                      | 5                                    | 0,58%                                |

| Година пописа     | 1948. | 1953. | 1961. | 1971. | 1981. | 1991. | 2002. |
| ----------------- | ----- | ----- | ----- | ----- | ----- | ----- | ----- |
| Број домаћинстава | 120   | 121   | 152   | 176   | 192   | 230   | 268   |

| Број чланова      | 1  | 2  | 3  | 4  | 5  | 6  | 7 | 8 | 9 | 10 и више | Просек |
| ----------------- | -- | -- | -- | -- | -- | -- | - | - | - | --------- | ------ |
| Број домаћинстава | 49 | 54 | 48 | 69 | 23 | 21 | 1 | 3 | 0 | 0         | 3,17   |

| Пол    | Укупно | Неожењен/Неудата | Ожењен/Удата | Удовац/Удовица | Разведен/Разведена | Непознато |
| ------ | ------ | ---------------- | ------------ | -------------- | ------------------ | --------- |
| Мушки  | 350    | 96               | 223          | 17             | 2                  | 12        |
| Женски | 355    | 53               | 222          | 57             | 13                 | 10        |
| УКУПНО | 705    | 149              | 445          | 74             | 15                 | 22        |

| Пол    | Укупно                    | Пољопривреда, лов и шумарство | Рибарство                            | Вађење руде и камена | Прерађивачка индустрија       |
| ------ | ------------------------- | ----------------------------- | ------------------------------------ | -------------------- | ----------------------------- |
| Мушки  | 170                       | 33                            | 0                                    | 2                    | 43                            |
| Женски | 109                       | 41                            | 0                                    | 0                    | 17                            |
| УКУПНО | 279                       | 74                            | 0                                    | 2                    | 60                            |
| Пол    | Производња и снабдевање   | Грађевинарство                | Трговина                             | Хотели и ресторани   | Саобраћај, складиштење и везе |
| Мушки  | 4                         | 9                             | 19                                   | 4                    | 6                             |
| Женски | 0                         | 0                             | 7                                    | 2                    | 0                             |
| УКУПНО | 4                         | 9                             | 26                                   | 6                    | 6                             |
| Пол    | Финансијско посредовање   | Некретнине                    | Државна управа и одбрана             | Образовање           | Здравствени и социјални рад   |
| Мушки  | 0                         | 11                            | 9                                    | 1                    | 1                             |
| Женски | 1                         | 7                             | 8                                    | 5                    | 10                            |
| УКУПНО | 1                         | 18                            | 17                                   | 6                    | 11                            |
| Пол    | Остале услужне активности | Приватна домаћинства          | Екстериторијалне организације и тела | Непознато            | Непознато                     |
| Мушки  | 2                         | 0                             | 0                                    | 26                   | 26                            |
| Женски | 2                         | 0                             | 0                                    | 9                    | 9                             |
| УКУПНО | 4                         | 0                             | 0                                    | 35                   | 35                            |

## Галерија
- Село Белошац - панорама
- Село Белошевац - панорама
- Село Белошевац - поглед прем долини Колубара
- Село Белошевац - поглед према топлани града Ваљева
- Село Белошевац - поглед према индустријској зони града Ваљева
- Село Белошац - панорама
- Село Белошац - панорама
- Село Белошац - панорама
- Село Белошац - панорама